# 戸沢正親
戸沢 正親（とざわ まさちか）は、出羽新庄藩の第8代藩主。

## 生涯
宝暦7年（1757年）3月3日（『寛政重修諸家譜』では宝暦12年（1762年））、3代藩主・正庸の七男・正備の長男に生まれる。天明6年（1786年）、先代藩主で従兄弟の正良が死去したため、その養嗣子となって跡を継ぐ。寛政元年（1789年）、藩内の70歳以上の老人を長寿として賞するなど、福祉政策を行い、さらに藩財政再建のために倹約や経費節減に努めた。寛政8年（1796年）9月18日（『寛政重修諸家譜』では9月21日）に死去。享年40（または35）。跡を長男の正胤が継いだ。

## 系譜
父母
- 戸沢正備（実父）
- 真了院 - 側室（実母）
- 戸沢正良（養父）

正室、継室
- 浅野長喬の娘（正室）
- 井伊直幸の養女、井伊直朗の娘（継室）

側室
- 美直院

子女
- 戸沢正胤（長男）生母は美直院（側室）
- 銕 - 柳沢光被正室